# Дружный (Стародубский район)
Дружный — упразднённый в 2010 году посёлок в Стародубском районе Брянской области России. Входил в состав Занковского сельского поселения.

## География
Находится у южной окраины посёлка Красный, в 7 км к югу от Стародуба
Климат умеренно континентальный.

## История
Упоминается с середины XIX в. как хутор с винокуренным заводом, входил в Стародубскую волость. До 1964 года — Брезгуновка (вариант написания — Бризгуновка.
В 1916 году входил в состав Черниговской губернии, Стародубский уезд, Стародубская волость (вариант написания — Бризгуновка.
В 1964 году Указом Президиума Верховного Совета РСФСР посёлки Березгуновка, торфяников сушильного комбината (Торфяник Сушкомбината) и Красный Торфяник, фактически слившиеся в один населённый пункт, объединены в посёлок Дружный.
Упразднён в 2010 году Законом Брянской области.

## Население
По данным переписи 2002 г. в посёлке проживало 3 человека.
С 2003 года без населения

## Инфраструктура
С 1930-х гг. велась добыча торфа.